# 小林眼鏡
小林眼鏡，是臺灣的一家眼鏡零售連鎖店，成立於1980年。至2012年12月底，臺灣門市總數已達227家。在2014年已連續三年獲得《工商時報》舉辦的「2014台湾服务业大评鉴」金牌大獎。

## 外部連結
- 小林眼鏡官方網站 （页面存档备份，存于）
- 台灣公司資料 （页面存档备份，存于）
- Kobayashi 小林眼鏡的Facebook專頁